# Georges Roux
Georges Roux (vollständiger Name Georges Albert Ulysse Roux; geboren am 19. September 1919 in Sorgues; gestorben am 1. August 2003 in Lyon) war ein französischer Klassischer Archäologe.

## Werdegang
Georges Roux studierte an der Universität Lyon. Nach der Agrégation in Geisteswissenschaft im Jahr 1944 war er zunächst Lehrer in Saint-Étienne und Lyon. Während der folgenden Jahre als Lehrer reifte der Entschluss, sich der griechischen Antike widmen zu wollen, und zwar gleichermaßen der griechischen Literatur und der archäologischen Hinterlassenschaft. Im Jahr 1948 wurde er Mitglied der École française d’Athènes und blieb es bis 1956. Die Zeit in Griechenland war gefüllt mit vor allem bauhistorischen Architekturforschungen in Delphi, am Apollontempel bei Bassae und in Korinth. Die Ergebnisse seiner eigenen Forschungen legte er 1957 mit seiner Doktorarbeit L’architecture de l’Argolide aux IVe et IIIe siècles avant J.-C. vor, mit der er an der Universität von Paris promoviert wurde. Seine sekundäre Doktoratsarbeit galt Pausanias in Korinth – eine zweisprachige, mit archäologischen und topographischen Kommentaren versehene Ausgabe von Buch II, 1–15 des Pausanias.
Zurück in Frankreich, ging Georges Roux zunächst an die Universität Montpellier, dann an die Universität Lyon, an der er 1961 zum Professor für griechische Literatur und Archäologie ernannt wurde. Er hielt den Lehrstuhl bis zu seinem Eintritt in den Ruhestand im Jahr 1985. Georges Roux gehört zu den Gründungsmitgliedern der 1975 von Jean Pouilloux in Lyon gegründeten Maison de l’Orient et de la Méditerranée, einer Forschungseinrichtung des Centre national de la recherche scientifique, die heute rund 350 Wissenschaftler aus den Bereichen Archäologie, Alte Geschichte und Ephigraphik, aber auch Chemie, Geologie, Politologie und Architektur beschäftigt. Außerdem war er an der Gründung des Lyoner Centre d’Archéologie classique beteiligt.

## Forschungen
Während seiner Lyoner Jahre war Georges Roux beständig an den Forschungen in Griechenland beteiligt, nicht nur in Delphi, sondern auch auf der Peloponnes, auf Thasos, Delos und Zypern. Der griechische Rundbau, die Tholos, war hierbei einer seiner bevorzugten Bautypen. So untersuchte er eingehend die Tholoi von Delphi, von Epidauros und das von Arsinoë II. gestiftete Arsinoeion auf Samothrake. Insbesondere Fragen der Dachdeckung und der zugrundeliegenden Zimmermannstechnik galt sein Augenmerk. In Delphi war er bis 1987 vornehmlich mit Untersuchung und Wiedergewinnung des unter Attalos I. errichteten Baukomplexes im Nordosten des Heiligtums gebunden, widmete seine Aufmerksamkeit aber zugleich allen übrigen Bauten des Heiligtums und auch den Inschriften.
Gleichwohl sein Interesse vor allem der Architektur der griechischen Klassik galt, legte er Ausdauer und Enthusiasmus genauso für die protobyzantinische Architektur Zyperns an den Tag. Von 1965 – und somit nahezu von den Anfängen – bis 1974 war er Mitarbeiter der 1964 aufgenommenen französischen archäologischen Mission auf Zypern. Seine letzte Monographie galt der Basilika Kampanopetra in Salamis-Constantia auf Zypern.

## Mitgliedschaften und Ehrungen
Georges Roux wurde 1983 korrespondierendes Mitglied der Académie des inscriptions et belles-lettres. Er war Mitglied der Académie des Sciences, belles-lettres et arts de Lyon, Offizier des Ordre des Palmes Académiques, Offizier des Phönix-Ordens, zudem korrespondierendes Mitglied des Deutschen Archäologischen Instituts und der Archäologischen Gesellschaft Athen.

## Publikationen (Auswahl)
- La Grèce. Arthaud, Paris 1957.
- Pausanias en Corinthie (Livre II, 1 à 15). Texte, traduction, commentaire archéologique et topographique. Les Belles Lettres, Paris 1958.
- L’architecture de l’Argolide aux IVe et IIIe siècles avant J.-C. Zwei Bände. Boccard, Paris 1961.
- mit Jean Pouilloux: Énigmes à Delphes. Boccard, Paris 1963.
- Delphi. Orakel und Kultstätten. Hirmer, München 1971 (französische Ausgabe: Delphes, son oracle et ses dieux. Les Belles Lettres, Paris 1976).
- L’Amphictionie, Delphes et le temple d’Apollon au IVe siècle. Maison de l’Orient et de la Méditerranée, Lyon 1979 (Digitalisat).
- Fouilles de Delphes. Band 2: Topographie et architecture. La Terrasse d’Attale I. Boccard, Paris 1987.
- Salamine de Chypre. Band 15: La basilique de la Campanopétra. Boccard, Paris 1998 (Digitalisat).